# Mikwe (Mikulov)

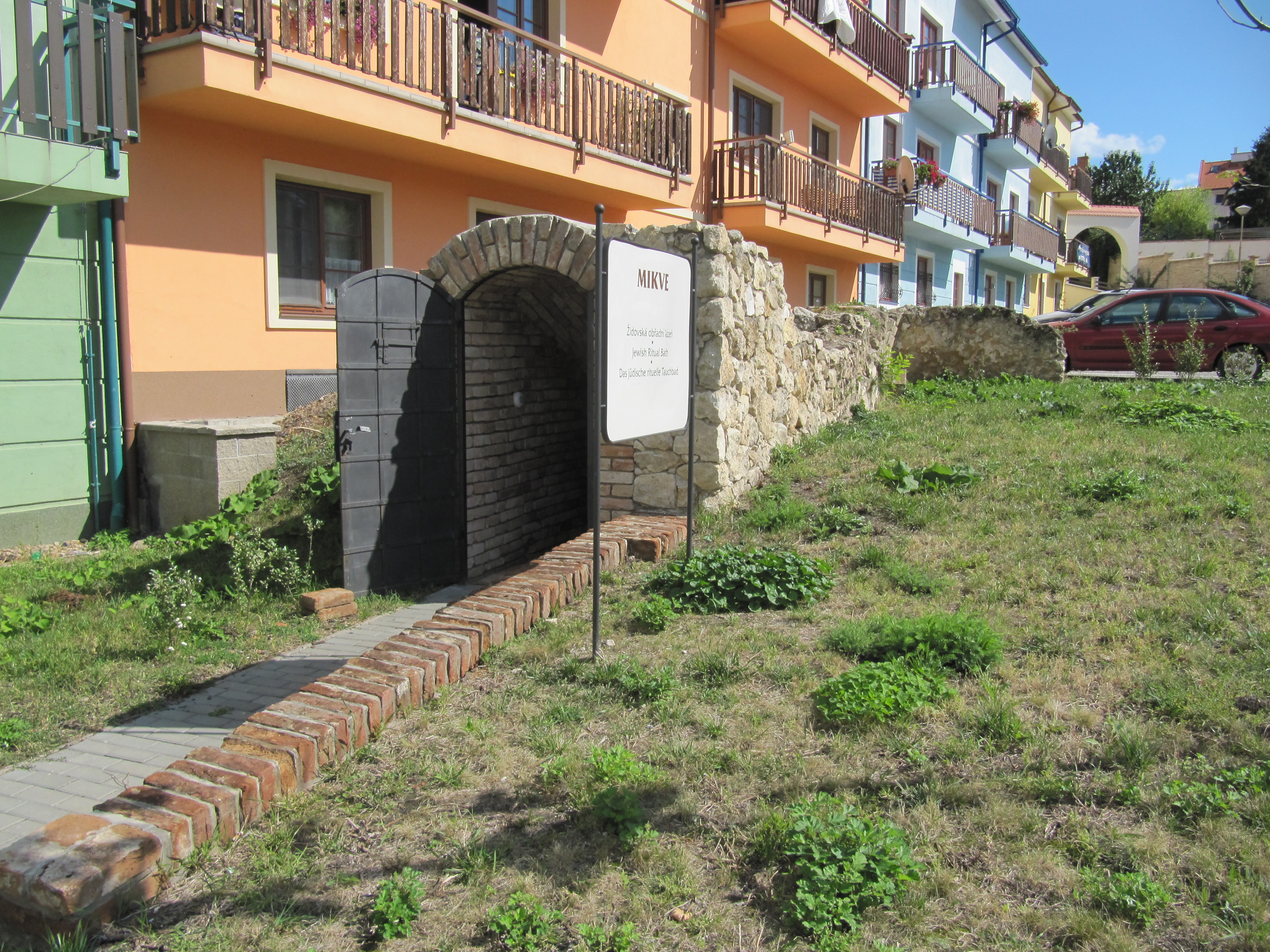
Eingang zur Mikwe in Mikulov

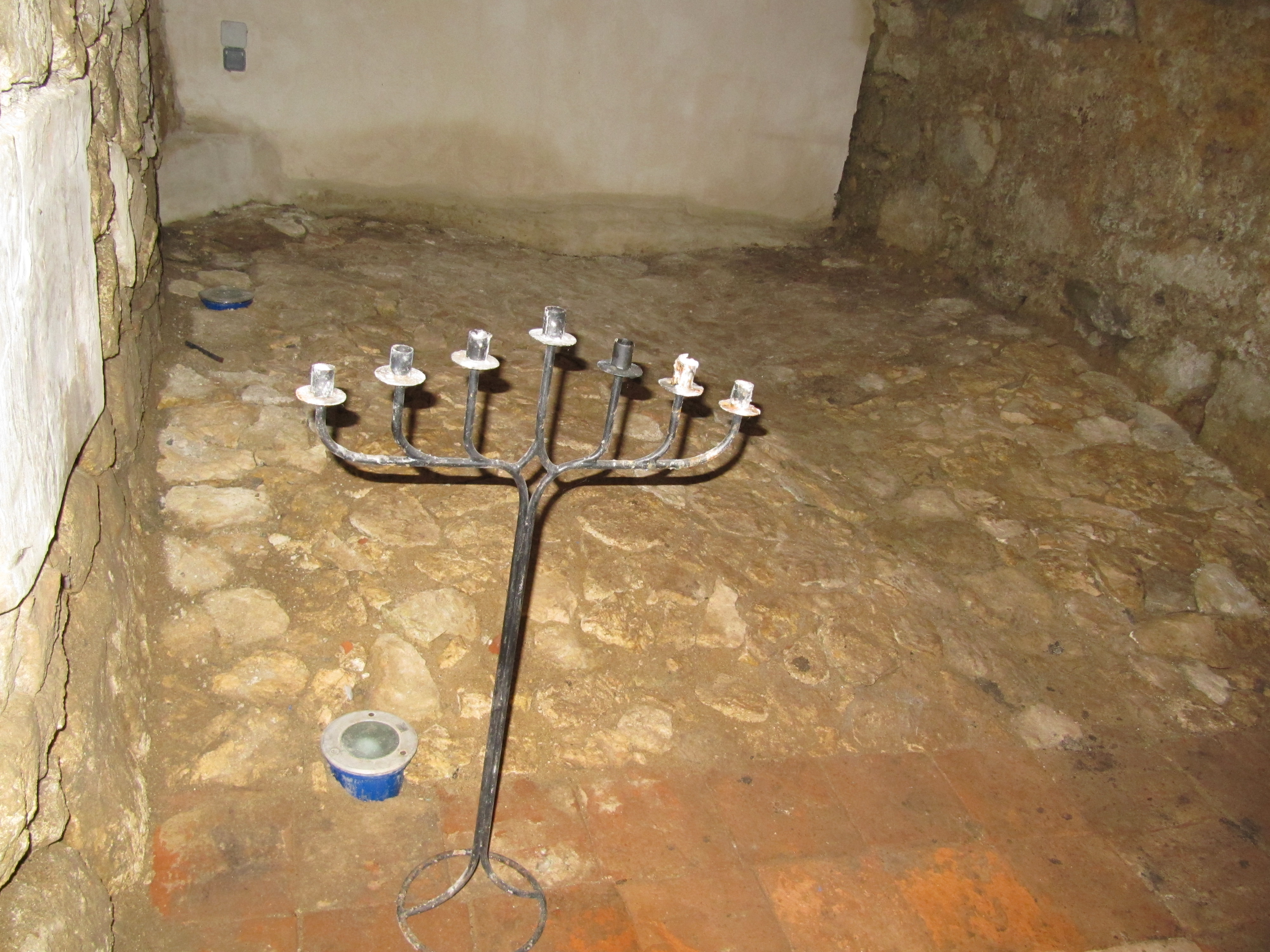
Innenansicht

Die Mikwe in Mikulov (deutsch Nikolsburg), einer südmährischen Stadt in Tschechien, wurde um 1800 errichtet. Die Überreste der Mikwe wurden im Jahr 2004 während einer archäologischen Untersuchung auf dem ehemaligen Gelände des Platzes Lázeňské náměstí im jüdischen Viertel in Mikulov entdeckt.